# Børsen
|  | For alternative betydninger, se Dagbladet Børsen for avisen og Børs (flertydig). |
Børsen er en bygning på Slotsholmen i København. Den blev opført i 1620'erne som handelsbygning af Christian IV og fungerede helt op i 1800-tallet som varebørs. Frem til 1974 rummede bygningen Københavns Fondsbørs. Børsen regnes for et af de fineste eksempler på nederlandsk renæssance i Danmark. I dag er brandtomten ejet af Dansk Erhverv, og fungerede som kontorbygning og hovedkvarter for en af landets største erhvervs- og arbejdsgiverorganisationer.
Tidligt 16. april 2024 gik der ild i Børsen, og Dragespiret væltede. Over halvdelen af bygningen nedbrændte, taget kollapsede og dele af ydermuren væltede to dage senere.

## Historie
Byggeriet startede omkring 1619 og blev færdiggjort i 1623. Den østlige gavl var dog først færdig i 1640.
I starten blev stueetagen og første sal brugt som markedsplads med handelsboder. I 1855 blev bygningen købt af Grosserer-Societetet.
Arkitekten Harald Conrad Stilling omdannede bygningens indre.
I 1918 angreb anarkistiske arbejdsløse Børsen i det som er blevet kaldt Stormen på Børsen.
Frem til 1974 rummede bygningen Københavns Fondsbørs. Bygningen ejes i dag af Dansk Erhverv.

## Arkitektur
Børsen blev opført af arkitekterne Lorenz van Steenwinckel og Hans van Steenwinckel den yngre. Børsen var blandt turister mest kendt for sit snoede tårnspir. "Dragespiret", som det hed, var fra 1625 og var udformet som fire dragehaler, der snor sig om hinanden. Spiret havde tre kroner på toppen, der symboliserede storriget Danmark, Norge og Sverige.  I 1775 blev et nyt spir opført nogenlunde som det gamle, fordi der var fare for, at det skulle styrte sammen. Selve spiret skulle efter sigende vogte huset mod fjendeslag og ildsvåde. Børsen har flere gange overlevet brande, der har været i nærheden. Christiansborg har brændt flere gange, nabobygningen Privatbanken har været i brand, og det samme har Proviantgården i Slotsholmsgade i 1992, men 16. april 2024 led Børsen samme skæbne som sine nabobygninger og brød i brand.  Børsen er omkring 128 meter lang og 21 meter bred. Der har været nogle små ændringer til tider.
| - Arkitektur og interiører - Dragespiret - Udsigt til Christiansborg fra tårnet - Børsens vestlige ende - Statuen af Neptun ved rampens venstre side - Statuen af Merkur ved rampens højre side - Indgang - Stolerække i Børssalen - Børssalen - Dør - Kontor - Top of Stock Exchange in Copenhagen. - Part of the Stock Exchange Tower in Copenhagen |

## Kunst i  Børsen
I Børsen fandtes adskillige kunstværker, et stort antal portrætter, både portrætter af enkeltpersoner og gruppeportrætter, dertil Lorenz Frølichs fire kartoner i kultegning af fire dyder: Arbejde, retfærdighed, mod og kærlighed. Men først og fremmest P.S. Krøyers store gruppeportræt Fra Københavns Børs og desuden en ny udgave af børsbilledet af Thomas Kluge med de 13 komitemedlemmer fra Handelskammeret. Derudover findes C.F. Høyers maleri Christian IV giver Tyge Brahe en guldkæde fra 1810, et Marinebillede af Anton Melbye fra 1863, Søstykker af Christian Mølsted fra 1890 og Badende ved stranden af William Scharff fra 1939.
| - Kunst i Børsen - P.S. Krøyers store gruppeportræt Fra Københavns Børs - Detalje fra mødelokale - Fliden - Klogskaben - Modet - Retfærdigheden - Pejs - Pejs |

## Brand 16. april 2024
16. april 2024 klokken 07:36 blev Hovedstadens Beredskab sendt ud til Børsen, der var i brand. Bygningens spir faldt kl. 8:32, og kort efter blev det meddelt, at maleriet Fra Københavns Børs af P.S. Krøyer blev reddet ud af bygningen. Politiet spærrede kort efter brandens begyndelse pladsen af i det omkringliggende område.[kilde mangler] Ca. halvdelen af bygningen, fra tårnet og mod havnen, er reddet. En del malerier, kunstgenstande og øvrige værdier er blevet reddet ud af både brandfolk, skadeservice folk, ambulancefolk, gardere fra Livgarden og civile tidligt i brandforløbet. Den store børssal er udbrændt, og samtlige etager i den halvdel, som ligger mod Christiansborg, er ødelagt af branden.